# حجل أخضر الساقين
حجل أخضر الساقين (الإسم العلمي:Arborophila chloropus)، هو نوع من الطيور يتبع جنس حجلان التلال من أسرة الحجلاوات ضمن فصيلة التدرجية من رتبة الدجاجيات.